# طواف سويسرا 2016
طواف سويسرا 2016 (بالإنجليزية: 2016 Tour de Suisse)‏ هو سباق دراجات هوائية، وهو الموسم رقم 80 من السباق، وأقيم خلال الفترة 11 يونيو 2016، وحتى 19 يونيو 2016، وامتدّ لمسافة 1227.9 كيلومتر، وهو أحد سباقات طواف العالم للدراجات 2016، وقد شارك في السباق 176 متسابقاً ووصل إلى نهايته 126 متسابقاً.
فاز فيه بالمركز الأول ميغل أنغل لوبز، وبالمركز الثاني جون ازقيراي، وبالمركز الثالث وارن بارجويل، والفريق الفائز في ترتيب الفرق كاتوشا 2016.

## الفرق
| فرق عالمية (18)- AG2R La Mondiale - أستانا - بي إم سي راسينغ - Cannondale - Dimension Data - Etixx-Quick Step - FDJ - Giant-Alpecin - IAM Cycling - Katusha - Lampre-Merida - Lotto-Soudal - Lotto NL-Jumbo - موفيستار - Orica-GreenEDGE - Sky - Tinkoff - Trek-Segafredo فرق قارية محترفة (4)- CCC Development Team ‏ - رومبوت تشارلز ‏ - Akros–Excelsior–Thömus ‏ - Verva ActiveJet ‏ |  |
| |  |

## المراحل
| قائمة المراحل | قائمة المراحل | قائمة المراحل            | قائمة المراحل      | قائمة المراحل | قائمة المراحل        | قائمة المراحل    |
| المرحلة       | التاريخ       | الدورة                   |                    | المسافة (كم)  | الفائز بالمرحلة      | القائد العام     |
| ------------- | ------------- | ------------------------ | ------------------ | ------------- | -------------------- | ---------------- |
| Prologue      | 11 يونيو      | بار – بار                | ضد الساعة          | 6٫4           | فابيان كانسيليرا     | فابيان كانسيليرا |
| 1             | 12 يونيو      | بار – بار                | مرحلة جبلية متوسطة | 187٫6         | بيتر ساجان           | يورغن رويلاندز   |
| 2             | 13 يونيو      | Grosswangen ‏ – راينفيلدن | مرحلة مستوية       | 192٫6         | بيتر ساجان           | بيتر ساجان       |
| 3             | 14 يونيو      | راينفيلدن – Champagne ‏   | مرحلة مستوية       | 193           | ماكسيميليانو ريتشيزي | بيتر ساجان       |
| 4             | 15 يونيو      | بريغ غيلس – Carì ‏        | مرحلة جبلية        | 126٫4         | داروين أتابوما       | بيير لاتور       |
| 5             | 16 يونيو      | Weesen ‏ – Amden ‏         | مرحلة جبلية متوسطة | 162٫8         | بيتر وينينج          | ويلكو كيليرمان   |
| 6             | 17 يونيو      | أربون – Sölden ‏          | مرحلة جبلية        | 224٫3         | تجي فان جارد إرين    | وارن بارجويل     |
| 7             | 18 يونيو      | دافوس – دافوس            | فردي ضد الساعة     | 16٫8          | جون ازقيراي          | ميغل أنغل لوبز   |
| 8             | 19 يونيو      | دافوس – دافوس            | مرحلة جبلية        | 57            | جارلينسون بانتانو    | ميغل أنغل لوبز   |

## النتيجة

### مرحلة 0
أجريت في 11 يونيو 2016، وامتدّت لمسافة 6.4 كيلومتر فاز بالمرحلة فابيان كانسيليرا، ومتصدر الترتيب العام في نهاية المرحلة فابيان كانسيليرا.
| التصنيف العام | التصنيف العام    | التصنيف العام | التصنيف العام   | التصنيف العام |        |
| الدراج        | الدراج           | البلد         | الفريق          | الوقت         | السرعة |
| ------------- | ---------------- | ------------- | --------------- | ------------- | ------ |
| 1.            | فابيان كانسيليرا | سويسرا        | تريك سيغافريدو  | 7 د 38 ث      |        |
| 2.            | يورغن رويلاندز   | بلجيكا        | لوتو سودال      | + 1 ث         |        |
| 3.            | Luke Durbridge ‏  | أستراليا      | Orica-GreenEDGE | + 2 ث         |        |
| 4.            | مارتن إلميغر     | سويسرا        | IAM             | + 6 ث         |        |
| 5.            | جون ازقيراي      | إسبانيا       | موفيستار        | + 6 ث         |        |

### مرحلة 1
هي مرحلة جبلية متوسطة، أجريت في 12 يونيو 2016، وامتدّت لمسافة 187.6 كيلومتر فاز بالمرحلة بيتر ساجان، ومتصدر الترتيب العام في نهاية المرحلة يورغن رويلاندز.
| التصنيف العام | التصنيف العام    | التصنيف العام | التصنيف العام   | التصنيف العام |        |
| الدراج        | الدراج           | البلد         | الفريق          | الوقت         | السرعة |
| ------------- | ---------------- | ------------- | --------------- | ------------- | ------ |
| 1.            | يورغن رويلاندز   | بلجيكا        | لوتو سودال      | 4 س 42 د 56 ث |        |
| 2.            | فابيان كانسيليرا | سويسرا        | تريك سيغافريدو  | + 1 ث         |        |
| 3.            | Luke Durbridge ‏  | أستراليا      | Orica-GreenEDGE | + 6 ث         |        |
| 4.            | بيتر ساجان       | سلوفاكيا      | Tinkoff         | + 10 ث        |        |
| 5.            | مارتن إلميغر     | سويسرا        | IAM             | + 10 ث        |        |

### مرحلة 2
هي مرحلة مسطحة، أجريت في 13 يونيو 2016، وامتدّت لمسافة 192.6 كيلومتر فاز بالمرحلة بيتر ساجان، ومتصدر الترتيب العام في نهاية المرحلة بيتر ساجان.
| التصنيف العام | التصنيف العام  | التصنيف العام | التصنيف العام   | التصنيف العام |        |
| الدراج        | الدراج         | البلد         | الفريق          | الوقت         | السرعة |
| ------------- | -------------- | ------------- | --------------- | ------------- | ------ |
| 1.            | بيتر ساجان     | سلوفاكيا      | Tinkoff         | 9 س 14 د 13 ث |        |
| 2.            | يورغن رويلاندز | بلجيكا        | لوتو سودال      | + 3 ث         |        |
| 3.            | سيلفان ديلير   | سويسرا        | بي إم سي راسينغ | + 3 ث         |        |
| 4.            | جون ازقيراي    | إسبانيا       | موفيستار        | + 13 ث        |        |
| 5.            | تيم فيلانز     | بلجيكا        | لوتو سودال      | + 14 ث        |        |

### مرحلة 3
هي مرحلة مسطحة، أجريت في 14 يونيو 2016، وامتدّت لمسافة 193 كيلومتر فاز بالمرحلة ماكسيميليانو ريتشيزي، ومتصدر الترتيب العام في نهاية المرحلة بيتر ساجان.
| التصنيف العام | التصنيف العام        | التصنيف العام | التصنيف العام   | التصنيف العام  |        |
| الدراج        | الدراج               | البلد         | الفريق          | الوقت          | السرعة |
| ------------- | -------------------- | ------------- | --------------- | -------------- | ------ |
| 1.            | بيتر ساجان           | سلوفاكيا      | Tinkoff         | 14 س 22 د 13 ث |        |
| 2.            | يورغن رويلاندز       | بلجيكا        | لوتو سودال      | + 9 ث          |        |
| 3.            | سيلفان ديلير         | سويسرا        | بي إم سي راسينغ | + 9 ث          |        |
| 4.            | ماكسيميليانو ريتشيزي | الأرجنتين     | إتيكس-كويك ستيب | + 17 ث         |        |
| 5.            | جون ازقيراي          | إسبانيا       | موفيستار        | + 19 ث         |        |

### مرحلة 4
هي مرحلة جبلية، أجريت في 15 يونيو 2016، وامتدّت لمسافة 126.4 كيلومتر فاز بالمرحلة داروين أتابوما، ومتصدر الترتيب العام في نهاية المرحلة بيير لاتور.
| التصنيف العام | التصنيف العام     | التصنيف العام    | التصنيف العام    | التصنيف العام  |        |
| الدراج        | الدراج            | البلد            | الفريق           | الوقت          | السرعة |
| ------------- | ----------------- | ---------------- | ---------------- | -------------- | ------ |
| 1.            | بيير لاتور        | فرنسا            | أيه إل أم        | 18 س 04 د 54 ث |        |
| 2.            | ويلكو كيليرمان    | هولندا           | لوتو إن إل-جامبو | + 0 ث          |        |
| 3.            | جيرانت توماس      | المملكة المتحدة  | سكاي             | + 5 ث          |        |
| 4.            | وارن بارجويل      | فرنسا            | Giant-Alpecin    | + 16 ث         |        |
| 5.            | تجي فان جارد إرين | الولايات المتحدة | بي إم سي راسينغ  | + 18 ث         |        |

### مرحلة 5
هي مرحلة جبلية متوسطة، أجريت في 16 يونيو 2016، وامتدّت لمسافة 162.8 كيلومتر فاز بالمرحلة بيتر وينينج، ومتصدر الترتيب العام في نهاية المرحلة ويلكو كيليرمان.
| التصنيف العام | التصنيف العام  | التصنيف العام    | التصنيف العام    | التصنيف العام |        |
| الدراج        | الدراج         | البلد            | الفريق           | الوقت         | السرعة |
| ------------- | -------------- | ---------------- | ---------------- | ------------- | ------ |
| 1.            | ويلكو كيليرمان | هولندا           | لوتو إن إل-جامبو | + 39 ث        |        |
| 2.            | وارن بارجويل   | فرنسا            | Giant-Alpecin    |               |        |
| 3.            | أندرو تالانسكي | الولايات المتحدة | Cannondale       | + 19 ث        |        |
| 4.            | جون ازقيراي    | إسبانيا          | موفيستار         | + 34 ث        |        |
| 5.            | ميغل أنغل لوبز | كولومبيا         | أستانا           | + 39 ث        |        |

### مرحلة 6
هي مرحلة جبلية، أجريت في 17 يونيو 2016، وامتدّت لمسافة 224.3 كيلومتر فاز بالمرحلة تجي فان جارد إرين، ومتصدر الترتيب العام في نهاية المرحلة وارن بارجويل.
| التصنيف العام | التصنيف العام     | التصنيف العام    | التصنيف العام | التصنيف العام  |        |
| الدراج        | الدراج            | البلد            | الفريق        | الوقت          | السرعة |
| ------------- | ----------------- | ---------------- | ------------- | -------------- | ------ |
| 1.            | وارن بارجويل      | فرنسا            | Giant-Alpecin | 29 س 09 د 53 ث |        |
| 2.            | ميغل أنغل لوبز    | كولومبيا         | أستانا        | + 21 ث         |        |
| 3.            | أندرو تالانسكي    | الولايات المتحدة | Cannondale    | + 24 ث         |        |
| 4.            | جون ازقيراي       | إسبانيا          | موفيستار      | + 55 ث         |        |
| 5.            | جارلينسون بانتانو | كولومبيا         | IAM           | + 1 د 06 ث     |        |

### مرحلة 7
هي مرحلة من نوع سباق فردي ضد الساعة، أجريت في 18 يونيو 2016، وامتدّت لمسافة 16.8 كيلومتر فاز بالمرحلة جون ازقيراي، ومتصدر الترتيب العام في نهاية المرحلة ميغل أنغل لوبز.
| التصنيف العام | التصنيف العام     | التصنيف العام    | التصنيف العام | التصنيف العام  |        |
| الدراج        | الدراج            | البلد            | الفريق        | الوقت          | السرعة |
| ------------- | ----------------- | ---------------- | ------------- | -------------- | ------ |
| 1.            | ميغل أنغل لوبز    | كولومبيا         | أستانا        | 29 س 32 د 03 ث |        |
| 2.            | أندرو تالانسكي    | الولايات المتحدة | Cannondale    | + 8 ث          |        |
| 3.            | جون ازقيراي       | إسبانيا          | موفيستار      | + 16 ث         |        |
| 4.            | وارن بارجويل      | فرنسا            | Giant-Alpecin | + 18 ث         |        |
| 5.            | جارلينسون بانتانو | كولومبيا         | IAM           | + 52 ث         |        |

### مرحلة 8
هي مرحلة جبلية، أجريت في 19 يونيو 2016، وامتدّت لمسافة 57 كيلومتر فاز بالمرحلة جارلينسون بانتانو، ومتصدر الترتيب العام في نهاية المرحلة ميغل أنغل لوبز.
| التصنيف العام | التصنيف العام     | التصنيف العام    | التصنيف العام | التصنيف العام  |        |
| الدراج        | الدراج            | البلد            | الفريق        | الوقت          | السرعة |
| ------------- | ----------------- | ---------------- | ------------- | -------------- | ------ |
| 1.            | ميغل أنغل لوبز    | كولومبيا         | أستانا        | 30 س 55 د 58 ث |        |
| 2.            | جون ازقيراي       | إسبانيا          | موفيستار      | + 12 ث         |        |
| 3.            | وارن بارجويل      | فرنسا            | Giant-Alpecin | + 18 ث         |        |
| 4.            | جارلينسون بانتانو | كولومبيا         | IAM           | + 42 ث         |        |
| 5.            | أندرو تالانسكي    | الولايات المتحدة | Cannondale    | + 1 د 04 ث     |        |

## التصنيف العام النهائي
| التصنيف العام | التصنيف العام     | التصنيف العام    | التصنيف العام    | التصنيف العام  |        |
| الدراج        | الدراج            | البلد            | الفريق           | الوقت          | السرعة |
| ------------- | ----------------- | ---------------- | ---------------- | -------------- | ------ |
| 1.            | ميغل أنغل لوبز    | كولومبيا         | أستانا           | 30 س 55 د 58 ث |        |
| 2.            | جون ازقيراي       | إسبانيا          | موفيستار         | + 12 ث         |        |
| 3.            | وارن بارجويل      | فرنسا            | Giant-Alpecin    | + 18 ث         |        |
| 4.            | جارلينسون بانتانو | كولومبيا         | IAM              | + 42 ث         |        |
| 5.            | أندرو تالانسكي    | الولايات المتحدة | Cannondale       | + 1 د 04 ث     |        |
| 6.            | تجي فان جارد إرين | الولايات المتحدة | بي إم سي راسينغ  | + 1 د 26 ث     |        |
| 7.            | روي كوستا         | البرتغال         | Lampre-Merida    | + 2 د 09 ث     |        |
| 8.            | ويلكو كيليرمان    | هولندا           | لوتو إن إل-جامبو | + 2 د 38 ث     |        |
| 9.            | سيمون سبيلاك      | سلوفينيا         | كاتيوشا          | + 2 د 48 ث     |        |
| 10.           | سيرجي تشيرنيتسكي  | روسيا            | كاتيوشا          | + 5 د 08 ث     |        |

## وصلات خارجية
- الموقع الرسمي
- طواف سويسرا 2016 على موقع إحصائيات الدراجات الإحترافية (الإنجليزية)